# Schloss Altenerding

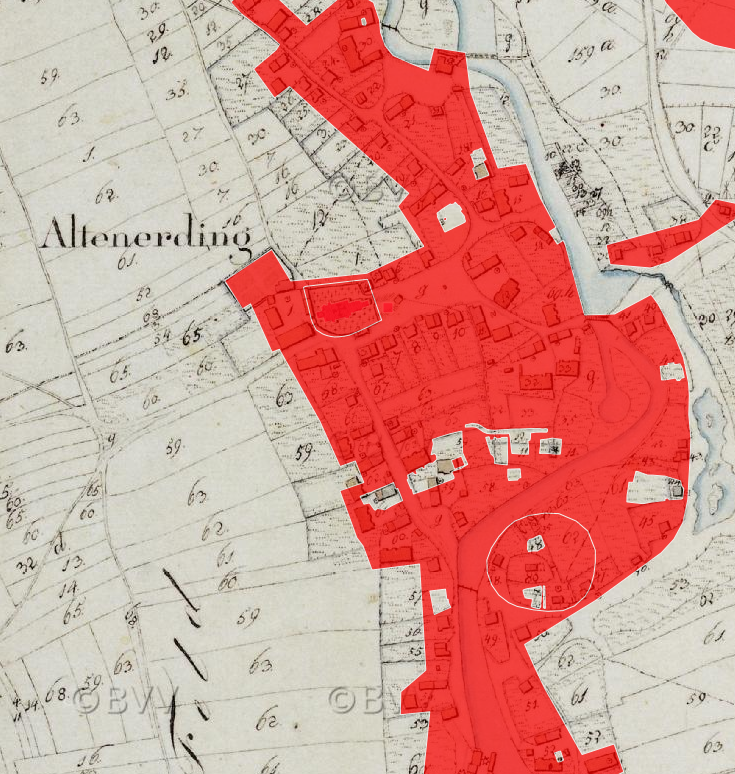
Lageplan von Schloss Altenerding auf dem Urkataster von Bayern

Das Schloss Altenerding war ein Hofmarkschloss in Altenerding, einem Stadtteil der Großen Kreisstadt Erding im oberbayerischen Landkreis Erding. Es gehörte zum Pfleggericht Erding des Rentamtes Landshut des Herzogtums Bayern und entstand aus dem früheren Königshof Ardeoingas. Es wurde im Dreißigjährigen Krieg abgebrannt und nicht wieder aufgebaut.

## Geschichte
Die bairischen Herzöge – die Agilolfinger – hatten vermutlich im 7. Jahrhundert eine Anlage innerhalb des heutigen Altortes von Altenerding an einer Flusskurve der Sempt gegründet. 788 wurde „Ardeoingas“ im zeitlichen Zusammenhang mit der Absetzung von Herzog Tassilo III. das erste Mal als karolingischer Königshof urkundlich erwähnt. 891 schenkte König Arnulf den Königshof „Ardienga“ dem Domkapitel in Salzburg.
An Stelle des Königshofes entstand in der Folge ein kleinerer salzburgischer Hofmarksitz. Diesen erwarben zusammen mit der Hofmark Siglfing die Grafen von Haag am 19. April 1498 um 3297 rheinische Gulden und zwei Pfennige. Der letzte Graf von Haag, Ladislaus, verkaufte die Hofmark Altenerding im Jahre 1554 an Johann Jakob Fugger.
Im Dreißigjährigen Krieg wurde das Fugger’sche Schloss abgebrannt und nicht wieder aufgebaut. 1673 erwarb Adam Freiherr von Puech die Hofmark Altenerding. Die Steine des Schlosses wurden durch die Puech zum Bau des Kapuzinerklosters Erding verwendet.
1741 gehört die Hofmark Altenerding dem Freiherrn von Freyberg. 1760 wird für die Hofmark Altenerding als Inhaber der Freiherr Franz Peter von Rosenbusch genannt. Der Gerichtsbezirk der Hofmark umfasste Altenerding, Ammersdorf, Hecken und Klettham. Ab 1781 gehört die Hofmark dem Freiherrn von Widnmann aus Riedersheim. 1820  kommt es zur Einrichtung eines Patrimonialgerichts in Altenerding, das bis zur Aufhebung der Adelsvorrechte in der Revolution 1848 bestand.

## Denkmalschutz
Das Hofmarkschloss und der Königshof sind als Bodendenkmal beim Bayerischen Landesamt für Denkmalpflege eingetragen unter der Nummer D-1-7737-0266 als untertägige mittelalterliche und frühneuzeitliche Befunde im Bereich des ehem. Königshofes und Hofmarksitzes Altenerding mit abgegangenem Hofmarkschloss, Vorgängersiedlung der mittelalterlichen Stadt Erding.